# Орфограммка
«Орфограммка» — веб-сервис для автоматической проверки правописания текстов на русском языке с использованием машинного обучения. Один из самых популярных русскоязычных спелл-чекеров, чья работа неоднократно освещалась в специальной литературе.
«Орфограммка» разработана в 2012—2013 годах компанией «Орфограмматика» в новосибирском Академгородке. В 2017 году компания выпустилась из бизнес-инкубатора Академпарка с проектом усовершенствованной онлайн-проверки правописания.

## Принцип работы
Текст проверяется в веб-редакторе «Орфограммки», найденные ошибки выделяются разными цветами в зависимости от категории ошибки. В отличие от других спелл-чекеров «Орфограммка» даёт советы по исправлению и автоисправления с подробными комментариями к ошибкам, ссылаясь на справочную литературу, чтобы пользователь смог дополнительно изучить правила.
«Орфограммка» проверяет текст по 11 категориям (наибольшему количеству параметров среди спелл-чекеров русского языка): орфография, пунктуация, грамматика, стилистика, типографика, орфоэпия, расстановка буквы «ё», семантика (смысловые ошибки), синонимы, эпитеты, SEO. Сервис использует более 8 000 алгоритмов для 300 правил русского языка.
Системный словарь «Орфограммки» содержит более 400 000 слов и регулярно обновляется. Также в сервисе реализован персональный словарь: пользователи могут самостоятельно добавлять и редактировать новые слова, опираясь на алгоритмически подобранные парадигмы.
Работать в редакторе «Орфограммки» можно с компьютера и телефона. Десктопная версия подходит для проверки больших статей или книжных глав, мобильная — для постов.
Новые алгоритмы и дополнения словаря выпускаются несколько раз в год.
«Орфограммка» предоставляет бесплатную ознакомительную лицензию, затем можно выбрать лицензию по объёму (по количеству проверяемых знаков) или по времени (на месяц, полгода, год). Для проверки художественной литературы действуют особые условия.

## Корпоративный сервис
Литера5 — корпоративный веб-сервис для проверки текстов с функциональностью «Орфограммки». Литера5 предлагает многопользовательские тарифы, лицензионный договор, API, браузерное расширение, автономную версию, работу в закрытых локальных сетях, корпоративные отчёты и словарь, бесплатный пробный доступ. Литера5 включена в Реестр российского ПО.

## Применение технологии онлайн-проверки
Компания «Орфограмматика» с 2014 года является партнёром «Тотального диктанта»: разработчики «Орфограммки» реализовали проверку онлайн-версии диктанта. Также были созданы собственные онлайн-диктанты с автопроверкой на русском и английском языке. На сайте «Орфограммки» можно бесплатно написать демонстрационные диктанты, а также заказать корпоративные для компаний, университетов и школ.